# 利比亞地理
25°00′N 17°00′E / 25.000°N 17.000°E

利比亞主要城市和居民點地圖

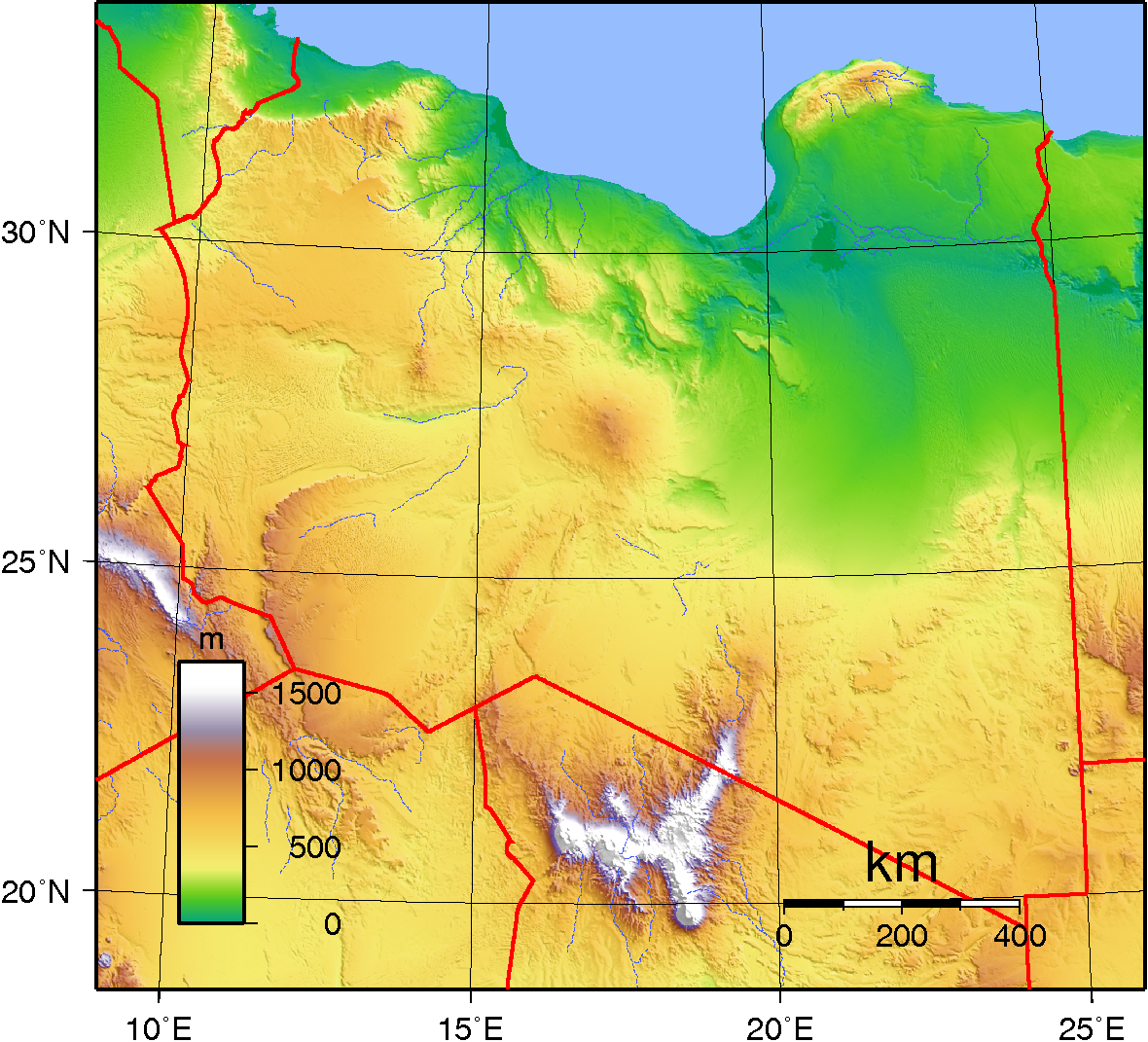
利比亞地形

利比亞是世界面積第17大國家和非洲面積第四大國家。其海岸線位於埃及和突尼斯之間。石油給利比亞帶來的巨大的收入。利比亞國土的大部份地區都是沙漠。利比亞有著重要的戰略位置是連接中東北非阿拉伯國家和歐洲的樞紐。利比亞的人口和主要都市大都集中在地中海沿海地區。內地受外界的影響很小。利比亞可分為三個地理大區，是昔蘭尼加、的黎波里和費贊。 

## 卡達斐水利工程
事實上，在利比亞只有2%土地因為能得到足夠降水而適合耕種。但根據調查，利比亞南部沙漠地區蘊藏有豐富地下淡水資源，其儲存量相當於尼羅河200年之總流量。為了開發更多適於耕種的土地，利比亞興建了很多地下水灌溉系統，Al Khufrah綠洲則是利比亞東南部（接近埃及邊境）的國內最大農業規劃之一。利比亞綠洲採用中心樞軸供水系統，將地下水通過壓力輸送到電鍍鋼管或鋁管上，電鍍鋼管或鋁管上安裝有噴灌頭，再配合地面支撐的輪子，圍繞一個中心旋轉，整個噴灌機噴灌面積形成一個圓形的「麥田圈」。這種時針式噴灌機械在撒哈拉沙漠和美國使用得很普遍，中國有些地區也有使用。

## 外部連結
- About Libya | Libya Connected

1. ↑  “麥田圈” –利比亞沙漠下的綠洲[永久]2011年03月27日